# Кумановско благотворително братство
Кумановско благотворително братство е патриотична и благотворителна обществена организация на македонски българи от град Куманово и областта, съществувала в българската столица София.

## История
Братството е основано на 16 септември 1907 година в София. Уставът е променян и допълван през 1920, 1921 и на 13 февруари 1927 година.
На учредителния събор на македонските бежански братства от ноември 1918 година делегати от братството са Авксенти Георгиев и Манаси Кършутски, който заедно с Карамфил Цветков участва като делегат на Кумановското братство в помирителната комисия между Съюза и Временната комисия на Третия велик събор на Македонските братства от 2 до 5 октомври 1921 година.
Делегати от братството на обединителния конгрес на СМЕО и МФРО от януари 1923 година са Авксенти Георгиев, Карамфил Цветанов и Теодоси Младенов.
На 2 март 1924 година е избрано ръководство в състав Петко Трендафилов (председател), Йордан Кралев (подпредседател), Карамфил Цветков (секретар), Иван Саздов (касиер), Стойко Алексиев (съветник) и членове на контролната комисия Теодос Младенов и Траян Трайков (Стойков). На 8 март 1925 година е избрано настоятелство в състав Карамфил Цветков (председател), Славчо Арсениев (подпредседател), Иван Саздов (касиер), Стоил Симеонов (секретар), Лазар Петров (съветник), и контролна комисия в състав Стойко Денков, Милан Димитров и Лазар Костов. На 7 март 1926 година е избрано ново ръководство в състав Карамфил Цветков (председател), Христо Кириянов (подпредседател), Александър Иванов (секретар), Иван Саздов (касиер) и Тръпко Величков (съветник). В контролната комисия влизат Теодос Стаменов, Теодос Младенов и Наце С. Карапски.
През 1938 година е избрано ръководство в състав Карамфил Стоянов (председател), Кирил Цветков (подпредседател), Христо Шойлаков (секретар), Стоил Бойков (касиер), Тръпко Божинов, Тома Цветанов и Цвятко Константинов са съветници. В контролния съвет са Иван Николов (председател), Цвятко Янков и Душко Милков са членове, а във Фонд „Братствен дом“ са Карамфил Стоянов (председател), Иван Георгиев (касиер), Стоил Бойков и Авксенти Борозанов са членове. Към тях по правило влизат председателите на мъжкото и женското кумановско братство.
През 1941 година председател на братството е Карамфил Цветков.
- Картичка от Кумановското благотворително братство